# 南方国际人才研究院
南方国际人才研究院是中国国际化人才研究的专业领先智库，是中央南方创业服务中心的重要组成部分， 2012年10月20日正式在广州挂牌成立。中共中央统一战线工作部的海归学者协会副主席，欧美同学会副会长、中国与全球化智库主任王辉耀被聘为首任院长。

## 成立背景
作为对中国通过人力资源发展复兴国家的战略的呼应，中国共产党中央组织部于2008年启动了“千人计划”。该院是由中共中央组织部管理的“千人计划”南方创业服务中心的一部分。在时任中组部部长的国家副主席李源潮首倡下，千人计划南方创业服务中心于2012年底建立。作为中心的一部分，南方国际人才研究院同时成立，由中央组织部人才工作局副巡视员张栋，国家人社部留学人员和专家服务中心主任夏文锋，广州市政府副秘书长赵南先，南方国际人才研究院院长王辉耀共同为南方国际人才研究院成立揭牌。

## 发展定位
南方国际人才研究院联合中国与全球化研究中心，通过举办大型峰会、高端论坛、专题座谈、专题培训以及进行研究项目、出版刊物等方式，为人才、企业、政府等提供智力支撑，打造海外高端人才库的储备。南方国际人才研究院立足广州，辐射全国，联系海内外，致力成为中国人才研究领域最领先的国际人才智库。该机构的业务范围包括：华人华侨、国际人才、国际人才交流、国际人才创业、国际人才竞争战略、人才规划政策等研究；承接人才培训与辅导、猎头、人才管理咨询；举办学术研讨会、论坛和人才交流活动等。

## 研究著作
- 《中国与全球化研究》
- 《全球化中国》
- 《国际人才动态》
- 《政策研究参考》
- 《移民潮》
- 《国家战略：人才改变世界》
- 《人才战争》
- 《叱咤华尔街》
- 蓝皮书系列[4][5]